# Kai Merckx
Kai Merckx (Terneuzen, 16 juni 1991) is een Nederlandse radio-dj bij JOE & Qmusic. Daarnaast is hij actief als stemacteur en voice-over.

## Levensloop

### Opleiding
Merckx volgde een opleiding marketing en communicatie aan het ROC Westerschelde in Terneuzen. Zijn eerste ervaringen in de radiowereld deed hij op bij O radio in Antwerpen.

### Carrière
In april 2014 won Merckx het Q-college van de Nederlandse radiozender Qmusic. Hij kreeg vervolgens een nachtprogramma, elke werkdag van 03.00 tot 06.00 uur. In augustus 2015 verhuisde hij naar het weekend van 12.00 tot 14.00 uur. Een half jaar later kreeg Merckx een plek in de doordeweekse avondprogrammering, eerst van 21.00 tot 00.00 uur en vanaf halverwege april 2019 van 19.00 tot 22.00 uur.
Sinds 2016 presenteert Merckx in de zomer een aantal weken het ochtendprogramma van 6.00 tot 10.00 uur als Mattie & Marieke (eerder Mattie & Wietze en Mattie, Fien & Igmar) op vakantie zijn. Zijn avondprogramma wordt dan door een andere dj gepresenteerd.
Naast radio-dj is hij ook werkzaam als voice-over en stemacteur.
Van 2016 t/m 2023 presenteerde Merckx als Sinterkai van eind november t/m 5 december de jaarlijkse Sinterklaasactie van Qmusic. Van 2019 t/m 2023 schreef hij hier ook alle teksten (en gedichten) voor. In 2024 is hij vanwege zijn vertrek naar JOE opgevolgd door Anton Griep die deze actie vanaf dat jaar presenteert onder de naam Sint Anton. Als alternatief presenteerde hij dat jaar in de laatste weken voor Kerstmis bij JOE een kerstactie onder de naam Kerstman Kai, waarbij hij door luisteraars ingezonden brieven voorlas op deze zender waarin om een cadeau werd gevraagd van maximaal €250,-.  
In december 2020 werd hij samen met Mattie Valk, Marieke Elsinga & Domien Verschuuren opgesloten in de Q-escape room. Zijn track uit de muzikale code was 'Don't Start Now' van Dua Lipa. Het viertal wist na ruim 75 uur te ontsnappen. Ook in december 2022 werd hij hier opgesloten, ditmaal met Mattie Valk, Domien Verschuuren en Bram Krikke. Zijn track uit de muzikale code was dit keer 'Don't go breaking my Heart" van Elton John en Kiki Dee. Dit viertal wist pas na ruim 141 uur te ontsnappen.
In augustus 2023 produceerde Merckx met hulp van AI een zomerhit die werd uitgebracht met als titel "Wat zijn we lekker weg". Met behulp van input van zijn publiek en kunstmatige intelligentie schreef hij de muziek en tekst. Voor de bijbehorende videoclip werd ook gebruikgemaakt van AI.
Merckx maakte in oktober 2023 bekend dat hij zijn avondshow op Qmusic gaat verlaten, om de middagshow van 16.00 tot 19.00 uur, bij de zuster-zender van Q, JOE te gaan presenteren. Hierbij speelt hij elke dag rond 16:45 met een luisteraar de Alphabattle, een spel waarbij met een bepaalde letter uit het alfabet binnen 30 sec. zoveel mogelijk goede antwoorden moeten worden gegeven op vragen die hij geeft. De luisteraar met de hoogste score na vier dagen wint € 1000,-. Merckx blijft wel bij Qmusic werken, hij zit op vrijdag op de plaats van Marieke Elsinga naast Mattie Valk in de ochtendshow Mattie & Marieke. Hij presenteerde zijn eerste middagshow bij JOE op 26 februari 2024. Bij afwezigheid wordt hij op deze zender vervangen door Qmusic-dj Jorien Renkema. Op Qmusic wordt hij dan op vrijdag vervangen door Miljuschka Witzenhausen. Dit gebeurde in 2024 twee keer, in juni vanwege vakantie en van 26 september t/m 17 oktober vanwege de geboorte van zijn tweede zoon. In 2025 gebeurde dat in juli eveneens vanwege vakantie. In de meivakantie van 2025 werd hij echter niet vervangen door Jorien Renkema, maar door Timur Perlin. Hij nam in deze periode de week van 28 april t/m 1 mei over omdat Merckx ook in deze week op vakantie ging. De Alphabattle gaat echter altijd door. Deze wordt door Jorien Remkema en/of Timur Perlin gespeeld in de weken dat Kai afwezig is.

## Privé
Kai Merckx is vader van twee zoons.

## Discografie

### Singles
| Titel                  | Datum van verschijnen | Hitlijsten NL (Top 40) | Hitlijsten NL (Top 40) | Hitlijsten NL (Top 40)     |
| Titel                  | Datum van verschijnen | Piek                   | Weken                  | Datum van binnenkomst      |
| ---------------------- | --------------------- | ---------------------- | ---------------------- | -------------------------- |
| Wat zijn we lekker weg | 10 augustus 2023      | Tip15                  | 3                      | 19 augustus 2023 (week 33) |

## Filmografie
| Jaar | Productie           | Opmerkingen               |
| ---- | ------------------- | ------------------------- |
| 2022 | Sinterklaasjournaal | Gastrol - Meester Kai     |
| 2024 | Weet Ik Veel        | Panel                     |
| 2025 | The Passion         | Gastrol - Petrusherkenner |

## Nasynchronisatie
| Film              | Jaar | Stem      |
| ----------------- | ---- | --------- |
| The Incredibles 2 | 2018 | Helectrix |

## Podcast
Merckx is ook te horen in verschillende podcasts. 
| Naam van de podcast           | Jaar van verschijnen |
| ----------------------------- | -------------------- |
| Menno's Mension               | 2018 - heden         |
| De Telekids Generatie         | 2020                 |
| In Vorm                       | 2020                 |
| Kai’s Zwarte Zaterdag podcast | 2022                 |
| Vijf voor Zeven               | 2022 - 2023          |
| De Broadcast                  | 2023                 |

## Prijzen
- 2022: AD Mediaprijs; meest ondergewaardeerde radiomaker van Nederland.